# Kamenný pastýř
Kamenný pastýř (též Zkamenělý pastýř, Kamenný muž, Zkamenělec či Zkamenělý slouha) je menhir stojící osamoceně v poli asi jeden kilometr severozápadně od obce Klobuky na Slánsku v okrese Kladno. Jedná se o nejvyšší menhir v Česku, tři a půl metru vysoký neopracovaný sloupovitý balvan z tmavého železitého křídového pískovce. Jde o jeden z mála „kamenů“ v Česku, který lze považovat za skutečný pravěký menhir.
K menhiru vede trasa naučné stezky z Kokovic do Klobuk.

## Geologie
Menhir tvoří rezavě hnědý, středně zrnný pískovec se železitým tmelem. Jeho výška je asi 340 cm, 70 cm je zapuštěno v zemi. V nejširším místě je široký zhruba metr, hmotnost je asi pět tun. Český geolog J. N. Woldřich již v 19. století tvrdil, že vztyčený kámen je zbytkem velmi hutného a zvětrávání více vzdorujícího jádra permských pískovců (jako např. známé skalní útvary Pokličky nedaleko Kokořína). Oponoval mu J. L. Píč, který roku 1898 nechal u kamene kopat a ukázalo se, že kámen byl vztyčen uměle – byl osazen v písčité vrstvě nad podložní skálou. Co se datace vztyčení týče, převládá názor, že se tak stalo v období bójském.

## Historie
Je pravděpodobně pravěkého stáří, ovšem dokázáno to zatím nebylo. Nejstarší doklady o Zkamenělém pastýři se datují do roku 1841, kdy byl zanesen do mapy. Z roku 1852 je zachován zápis z kroniky v Klobukách: „… byla veliká bouře v kraji, při které zahrála si vichřice s kamenným mužem hru nepěknou a nikterak neodpovídající jeho důstojnosti. Vyvrátila jej totiž a porazila. Klobučtí se proto velmi rmoutili. Sešla se obecní rada a smluvila to, aby pro zachování staré památky byl kamenný muž zase postaven. Řízení práce té svěřeno jest jednomu příslušníku počestného pořádku mlynářského. Snadná robota pak to nebyla. Měli s ním několikahodinovou lopotu, než mu zase hlavu vztyčili. Potom přišli hudebníci a družičky. Bylo z toho mnoho radosti, že kamenný muž zase stojí v polích na stráži…“
V roce 1861 amatérský archeolog Karel Frost podal zprávu o kamenu pražskému Archeologickému sboru. První o něm napsal do časopisu Beseda Vojtěch Krupka v roce 1864 a v roce 1877 napsal článek do časopisu Vesmír Antonín Frič. Místní usedlíci měli kámen v úctě. Když se v únoru roku 1852 překotil, znovu ho obřadně postavili.
Z roku 1901 se dochovalo svědectví účetního klobuckého cukrovaru, že 200–300 metrů severně od dnešního menhiru byly vyorány dva kameny z podobného materiálu a asi dvacet osm kroků od stojícího kamene směrem na Telce byl vyorán další větší kámen.
V roce 2007 bylo místo kolem pastýře upraveno (vydlážděno okolí a pěšinka k silnici). V bezprostřední blízkosti menhiru je možné se posadit na nízké dřevěné palisádové ohrazení. Podle některých názorů touto úpravou ztratilo místo „genia loci“ způsobeného romantickou představou polooděných pravěkých stavitelů sloužících u Pastýře dávné pohanské obřady.

## Pověsti
Podle místních obyvatel byl menhir obklopen šesti až dvanácti menšími kameny (snad kruhem menších megalitů), které však musely ustoupit orbě. Proto byl nazýván Pastýř se stádem (oveček). Jiná pověst praví, že se jedná o pastýře, kterému se jeho ovečky zatoulaly a on tak dlouho zoufalé stál, až zkameněl. Avšak nejznámější pověst praví: „… Pastýř při každém zvonění v kostelíku postoupí o jeden krok, který je veliký jako zrnko písku. Až přijde Zkamenělý pastýř ke kostelíku v Klobukách, nastane konec světa. Konce světa se však bát nemusíme, protože pokaždé, když zvoní na protější straně v Kokovicích, musí se kámen vrátit zpět.“

## Zajímavosti
V roce 1994 zde bylo provedeno magnetometrické měření. První se uskutečnilo v předvečer  slunovratu a druhé měření bylo provedeno při východu slunce. Přitom byl zjištěn posun magnetické anomálie v místě menhiru, jako by menhir skutečně postoupil o krok. V roce 1998 firma měření zopakovala, ale k posunu nedošlo. Podle geofyzika Romana Křivánka mohl být ranní posun anomálie způsoben řadou přirozených příčin, například různými podmínkami při měření nebo různými rušivými vlivy v okolí. Ohniště, která zde během slunovratu zakládají příznivci keltských tradic, jsou magnetická a ztěžují také interpretaci měření.
O kameni u Klobuk se vypráví také různé tajemné historky. O keltských svátcích zde novodobí Keltové pořádají obřady. Na Pastýře věší různé „posvátné“ předměty, zastrkují mince do puklin v kameni a pálí zde rituální ohně. Což netěší majitele pozemku i vědce. Někteří návštěvníci jezdí k menhiru proto, aby si nechali z těla odsát „negativní energii“ dotýkáním se menhiru. Kolem kamene se podle archeologů záhadné věci nedějí. Příznivci záhad však tvrdí opak.
Ve dnech 30. dubna a 13. srpna na keltské svátky Beltain a Lughnasadh je vidět slunce, jak vychází přímo nad Řípem.